# .nf
.nf és el domini de primer nivell territorial (ccTLD) de l'Illa Norfolk. Encara que no hi ha cap regla que requereixi presència a l'illa per a registrar-hi dominis, el preu és força més alt que a la majoria dels altres dominis, i això fa que no s'utilitzi gaire. Els registres al segon nivell són els més cars de tots, però així i tot són més comuns que els del tercer nivell, i la majoria dels noms són de webs relacionats amb l'Illa Norfolk.

## Dominis de segon nivell
Els següents dominis de nivell dos estan disponibles per a registres de nivell tres, sense cap restricció. .com.nf i .net.nf són equivalents als dominis genèrics .com i .net, mentre que alguns dels altres sembla que s'han inspirat en dominis de primer nivell que es proposaven cap al fi de segle xx però que no es van arribar a implementar (a part del .info).
- .com.nf
- .net.nf
- .arts.nf
- .store.nf
- .web.nf

També estan reservats:
- .firm.nf
- .info.nf
- .other.nf
- .per.nf
- .rec.nf